# Dalriada (Band)
Dalriada ist eine im Jahre 1998 gegründete ungarische Folk-Metal-Band, die versucht, eine anspruchsvolle Synthese zwischen der Metal- und der ungarischen Volksmusik zu schaffen. Sie zählt zu den populärsten Metal-Bands Ungarns und hat eine Vielzahl positiver Kritiken durch die Fachpresse erfahren.

## Gründung und Name
Die Vorgängerband der Gruppe „Dalriada“ wurde im Jahre 1998 in Sopron gegründet. Die professionelle musikalische Tätigkeit in einer relativ stabilen Besetzung begann allerdings erst im Februar 2003. Von dieser Zeit an trug sie den Namen „Echo of Dalriada“. „Dalriada“ war ein Königreich keltischer Skoten zwischen ca. 300 und 800. Nach einigen philologischen Untersuchungen kann „dalriada“ aber auch ein altes ungarisches Wort sein, das „Schlachtlied“ (csatadal) bzw. „Alarmlied“ (riadó dal) bedeuten. Die Ergänzung „Echo of“ habe die Band zu diesem Namen hinzugefügt, weil es zum Zeitpunkt der Benennung auch eine australische Folk-Rockband unter diesem Namen gab. Im März 2007 strich man aber diese Ergänzung aus dem Namen, und seitdem heißt die Band nur „Dalriada“.

## Geschichte

### A Walesi Bárdok&Fergeteg
Nach ihren ersten örtlichen und regionalen Konzerten veröffentlichte die Gruppe im Dezember 2003 ein Demo mit der Vertonung der Ballade des ungarischen Dichters des XIX. Jahrhunderts János Arany A Walesi Bárdok (Die Barden von Wales) in 3 Sätzen. Auf dieses Demo folgten gute Kritiken und eine Reihe von Konzerteinladungen.
A Walesi Bárdok und auch andere Lieder der Band wurden im Jahre 2004 in den regionalen Radioprogrammen und Internet-Radios oft gesendet. Dalriada wurde im August auf der Webseite „diaksziget.com“ zur Band des Monats gewählt. Im November erschien ihr erstes Album unter dem Titel Fergeteg (Sturm). Es enthielt u. a. das Material des ein Jahr zuvor erschienenen Demos, die Vertonung der Arany-Ballade A Walesi Bárdok. Die Band nahm außerdem an dem Moby Dick Tributealbum BálnaVadÁszok mit der Neuinterpretation des Liedes Beteg a Föld (Die Erde ist krank) teil. Dalriada wurde am Ende des Jahres bei einer Umfrage unter den Lesern des ungarischen HammerWorld Hard Rock und Heavy Metal Magazins als „Die größte Hoffnung des Jahres 2005“ bewertet. Außerdem erreichte ihr erstes veröffentlichtes Lied A Walesi Bárdok bei dieser Umfrage in der Kategorie „Lied des Jahres“ den sechsten Platz.

### Jégbontó
Die Band gab 2005 viele Konzerte, und am Ende des Jahres wurde ihr zweites Album fertiggestellt. Im Februar 2006 erschien diese CD unter dem Titel Jégbontó (Eisbrecher). Sie erreichte im nächsten Jahr bei der Abstimmung zu den Hungarian Metal Awards HangSúly in der Kategorie „Bestes Album 2006“ den zweiten Platz. Dalriada konnte bei ihren landesweiten Konzerten erstmals hohe Zuschauerzahlen erreichen. Am Ende des Jahres 2006 wurde das dritte Album der Band aufgezeichnet. Dies wurde bei einer Umfrage unter den Lesern des HammerWorld Magazins als „Das am meisten erwartete Album des Jahres 2007“ bewertet.

### Kikelet
Am 12. März 2007 erschien das dritte Album Kikelet (Lenz), das zum großen Erfolg sowohl in der Fachpresse als auch beim Publikum wurde. Im Unterschied zu den Vorgängeralben wurden die Instrumente der Band mit einer Geige (gespielt durch den Gastmusiker Attila Fajkusz) ergänzt. Das Album war in der Veröffentlichungswoche die viertmeistgekaufte CD Ungarns. Die Leser des HammerWorld Magazins wählten die Band in diesem Jahr in mehreren Kategorien unter die besten Zehn (u. a. wurde die Sängerin der Gruppe, Laura Binder, als „Beste ungarische Sängerin“ bewertet und Dalriada erreichte in der Kategorie „Beste ungarische Band“ den sechsten Platz). Außerdem wurde die CD Kikelet 2008 bei der Abstimmung zu den Hungarian Metal Awards HangSúly in der Kategorie „Beste Studioproduktion 2007“ auf den dritten Platz gewählt. Während der auf das Erscheinen der CD folgenden Tournee gab die Band in nahezu allen Teilen Ungarns Konzerte, und sie wurde zu zahlreichen namhaften Festivals eingeladen.

### Szelek
Am 14. April 2008 erschien die vierte CD von Dalriada unter dem Titel Szelek (Winde), deren öffentliche Präsentation auf dem Paganfest in Budapest stattfand. Dieses Album war in der Woche des Erscheinens die zweitmeistgekaufte CD Ungarns. Vom September 2008 bis Februar 2009 fand die bisher größte Konzerttournee der Band unter dem Titel Szelek Szárnyán Turné (Auf den Flügeln der Winde Tour) statt.
Dalriada wurde 2009 sowohl seitens des Publikums als auch seitens der Fachöffentlichkeit mehrmals geehrt. So wurde die Band durch die Leser des HammerWorld Magazins erneut in mehreren Kategorien unter die besten Zehn gewählt (u. a. errang sie unter den ungarischen Lieblingsbands der Leser den vierten Platz). Wichtige fachliche Anerkennung war, dass Dalriada in diesem Jahr in der Kategorie „Rock/Metal“ für die renommierteste ungarische Musikauszeichnung Fonogram nominiert worden ist.

### Arany-album
Im Sommer 2009 nahm die Band neben vielen Festivalauftritten (u. a. Rockmaraton, Hegyalja Fesztivál, Sziget Fesztivál) auch ihre neue CD auf, die unter dem Titel Arany-album am 28. September 2009 erschienen ist. Sie enthält nur Vertonungen von Gedichten des ungarischen Nationaldichters János Arany (darunter /neu orchestriert/ einige Lieder von früheren Alben der Band: A Walesi Bárdok von Fergeteg, A Rab Gólya /Der gefangene Storch/ gleichfalls von Fergeteg und den 1. Teil des Gedichtes Szondi Két Apródja /Szondi’s zwei Pagen/ von Jégbontó und dessen 2. Teil von Kikelet). Die Instrumente der Band wurden bei den Studioaufnahmen durch weitere (u. a. Bass, Bratsche, Geige und Flöte) ergänzt. Diese spielten drei Mitglieder der Fajkusz-Band. Mit dem „Arany-album“ gewannen Dalriada den „HangSúly Hungarian Metal Award 2009“, einen nationalen Bandwettbewerb mit 70 Teilnehmern.

### Ígéret
Das sechste Studioalbum namens Ígéret wurde im Februar 2011 veröffentlicht. Erstmals wurden hier nicht nur ungarische Texte verwendet, sondern mit einem Gastauftritt des Sängers Jonne Järvelä der finnischen Band Korpiklaani enthält das Album auch ein Lied mit finnischen Einlagen. Ígéret war zudem die erste Veröffentlichung der Band auf dem internationalen Markt. Die Rezension des Albums im deutschen Metal Hammer hob die Vermischung verschiedener Metal-Stile wie Gothic, Thrash und Death Metal mit ungarischer Folklore als besonderes Element der Band hervor und bemerkte außerdem, dass Korpiklaani insgesamt einen großen musikalischen Einfluss auf Dalriada hätten.

## Stil
Dalriada selbst definiert ihren Stil als epischen Folk-Metal. Seit ihrer Gründung versucht die Band eine anspruchsvolle Synthese zwischen der Metal- und der ungarischen Volksmusik – unter Verwendung anderer musikalischer Einflüsse (z. B. Renaissancemusik) – zu schaffen. In ihren Liedern besingen sie die ungarische Geschichte und lassen deren Legenden aufleben. Deshalb sind auch alle Lieder in Ungarisch verfasst. Eine weitere Besonderheit der Gruppe in der Metalszene ist, dass eine Frauenstimme (Laura Binder) die Textführung in den meisten Liedern dominiert. Der männliche Sänger ist András Ficzek.

## Diskografie

### Studioalben
- Fergeteg (Sturm) (2004, Hammer Music/Nail Records)
- Jégbontó (Eisbrecher) (2006, Hammer Music/Nail Records)
- Kikelet (Lenz) (2007, Hammer Music/Nail Records)
- Szelek (Winde) (2008, Hammer Music/Nail Records)
- Arany-Album (Arany-Album) (2009, Hammer Music/Nail Records)
- Ígéret (Versprechen) (2011, AFM Records)
- Napisten Hava (Monat des Sonnengottes) (2012, Nail Records)
- Áldás (Segen) (2015, Nail Records)
- Nyárutó (Spätsommer) (2018, Nail Records)
- Őszelő (Herbst) (2021, Nail Records)
- Magvető (Saatgut) (2025, H-Music)

### Weitere Veröffentlichungen
- Beteg a Föld (Die Erde ist krank) (Moby Dick Tributealbum: BálnaVadÁszok 2005, Hammer Records)

### Videoalben
- Téli ének (Wintergesang) (2006, Selbstverlag)
- A Nap és a Szél Háza (Das Haus der Sonne und des Windes) (2008, Hammer Video)
- Hazatérés (Heimkehr) (2008, offizielles Konzertvideo, Paganfest Budapest, Petöfi Csarnok)
- Borvitéz (Weinheld) (2010, offizielles Konzertvideo, Budapest, Diesel Club)

### Demos
- A Walesi Bárdok (Die Barden von Wales) (2003, Selbstverlag)